# Lý thuyết tổ chức ngành
Lý thuyết tổ chức ngành, hay kinh tế học ngành nghề, là một lĩnh vực trong kinh tế học ứng dụng nghiên cứu hành vi chiến lược của các doanh nghiệp hay nhóm doanh nghiệp sản xuất hàng hóa và cung cấp dịch vụ, nghiên cứu cơ cấu của các thị trường và sự tương tác giữa các xí nghiệp.
Những phân tích lý luận của môn này sử dụng nhiều các công cụ của kinh tế học vi mô, kinh tế lượng, lý thuyết trò chơi.
Lý thuyết tổ chức ngành chia ra thành các mảng sau.
- Mảng nghiên cứu về cơ cấu thị trường: cụ thể là nghiên cứu về cạnh tranh hoàn hảo, cạnh tranh độc quyền, độc quyền bán, độc quyền nhóm bán, độc quyền mua, độc quyền nhóm mua.
- Mảng nghiên cứu về hậu quả của cạnh tranh: xây dựng giá phân biệt, khác biệt hóa sản phẩm, hàng lâu bền, thị trường thứ cấp, xung đột, mua lại và sáp nhập, thông tin, xâm nhập và rút lui.